# Électricité de Strasbourg
Électricité de Strasbourg, anche nota semplicemente come ÉS, è una società francese che produce elettricità e commercializza quest'ultima e gas nella regione del Basso Reno. Fondata nel 1899 e con sede a Strasburgo, oggi fa parte del gruppo Électricité de France (EDF). 

## Storia
Il 14 dicembre 1899, sotto la dominazione tedesca, fu fondata Électricité de Strasbourg (ÉS), all'epoca Elektrizitätswerk Straßburg, con capitali privati tedeschi di AEG e svizzeri del Credit Suisse.
Nel 1908, la città di Strasburgo divenne l'azionista di maggioranza. Électricité de Strasbourg contribuì a importanti programmi di elettrificazione rurale e urbana in Alsazia.
Nel 1927, ÉS fu quotata in borsa.
Dopo la Prima guerra mondiale, l'azienda continuò a espandersi e creò una società immobiliare che, nel 1925, divenne Sofidal, la sua più antica filiale.
Dopo la Seconda guerra mondiale, nel 1946, le società elettriche francesi furono nazionalizzate, ad eccezione di quelle, come Électricité de Strasbourg, che dipendevano dalle autorità locali.
Nel 1954, Électricité de France (EDF) divenne l'azionista di maggioranza della società.
Negli anni '70, durante la crisi petrolifera, Électricité de Strasbourg ha creato la filiale Écotral per promuovere sistemi di riscaldamento economici.
Nel 1988, l'azienda si diversifica con la creazione di Est Vidéocommunication, una società che sviluppa reti di telecomunicazione in Alsazia. Nel 1998 è stata creata Estel, il principale operatore regionale di telecomunicazioni in Francia, in collaborazione con Swisscom.

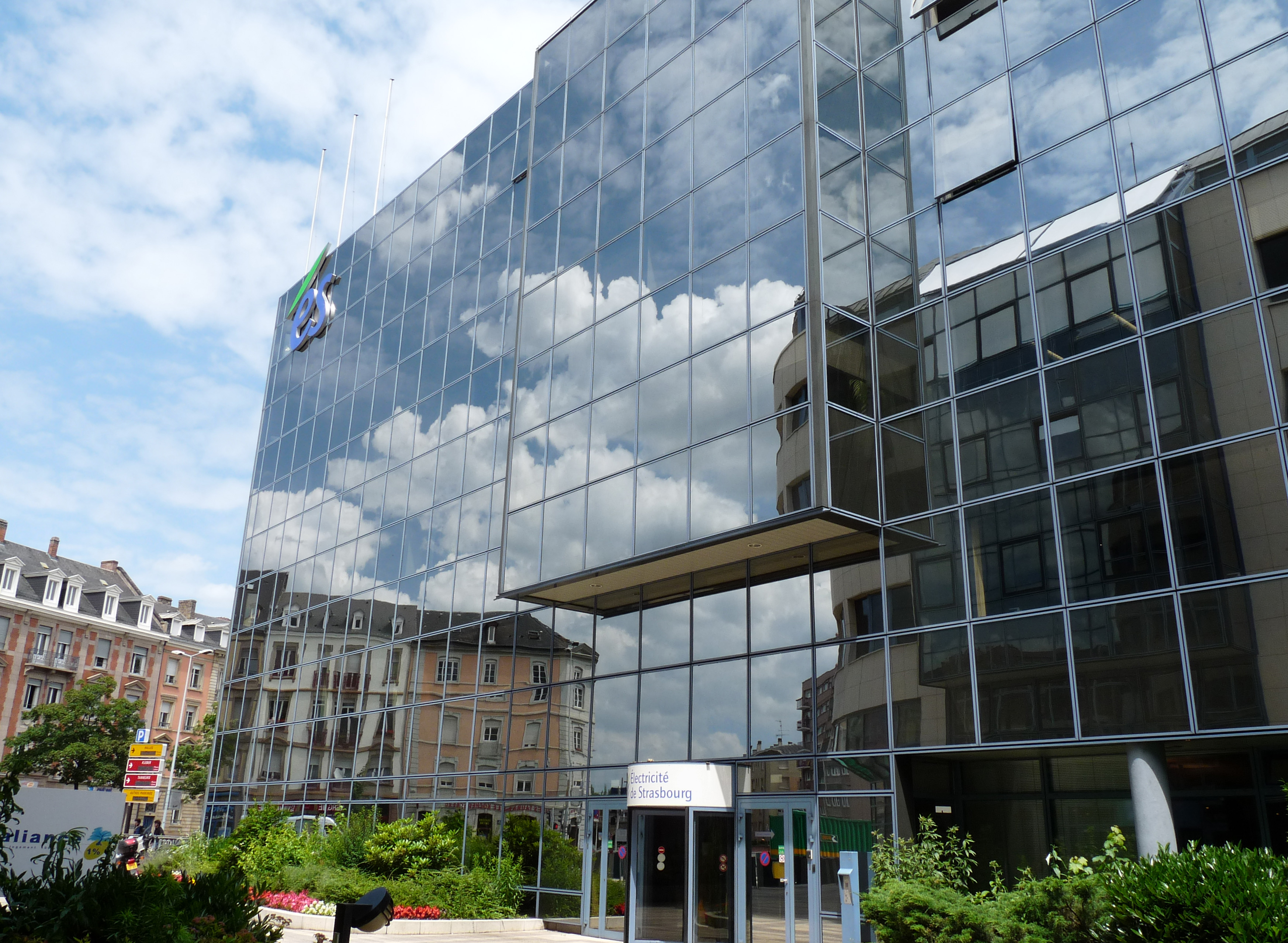
Sede centrale di Électricité de Strasbourg in Boulevard du Président-Wilson, Strasburgo.

Nel 1994, Électricité de Strasbourg si trasferisce dalla sede storica di rue du 22-Novembre ai nuovi locali di boulevard du Président-Wilson, vicino a Place des Halles.
A partire dal 2000 e dall'inizio ufficiale dell'apertura del mercato elettrico in Francia, Électricité de Strasbourg ha dato priorità alle sue attività principali. Nel 2001, la società ha venduto la filiale Estel a Completel e, nel 2002, la controllata Est Vidéocommunication ad Altice.
Il 1º ottobre 2005, Électricité de Strasbourg è diventata anche fornitore di gas.
Il 13 giugno 2008, a Soultz-sous-Forêts, nel nord del dipartimento del Basso Reno, è stato messo in funzione un impianto pilota europeo per la produzione di energia elettrica dalla geotermia profonda, alla presenza di François Fillon e Jean-Louis Borloo. Gli 1,5 MW di elettricità prodotti sono immessi nella rete di Électricité de Strasbourg.
Il 1° giugno 2009, Électricité de Strasbourg è diventata un gruppo. In virtù di una direttiva europea recepita nel diritto francese con la legge del 7 dicembre 2006, Électricité de Strasbourg ha separato legalmente le sue attività commerciali e di distribuzione di energia elettrica, scorporando le attività di commercializzazione dell'energia e dei servizi associati e organizzandosi in una struttura di gruppo, con il marchio Groupe Électricité de Strasbourg. La distribuzione è ora gestita dalla nuova struttura Strasbourg Électricité Réseaux.
Il 23 gennaio 2012, il Gruppo EDF in Alsazia (EDF, Gruppo Électricité de Strasbourg) ha firmato un nuovo accordo di cooperazione per accompagnare e sostenere lo sviluppo sostenibile dell'Alsazia.
Il 15 febbraio 2012, la città di Strasburgo ha venduto Énerest Gaz de Strasbourg - il fornitore di gas storico di Strasburgo - a Électricité de Strasbourg. Controllata di Réseau GDS, di cui la città è azionista di maggioranza, Énerest Gaz de Strasbourg entra a far parte del gruppo ÉS, che diventa così il più grande gruppo di distribuzione energetica locale in Francia. Il 1º maggio dell'anno seguente, Énerest Gaz de Strasbourg diventa ÉS Gaz de Strasbourg.
Nel 2016, ÉS è diventata un produttore di energie rinnovabili, grazie alle prime due centrali geotermiche profonde aperte in Francia: la prima che produce calore a Rittershoffen e la seconda che produce elettricità a Soultz-sous-Forêt. È stato inoltre messo in funzione un impianto di cogenerazione a biomassa a Strasburgo.

## Struttura azionaria
Al 2025, i principali azionari di Électricité de Strasbourg sono:
- Governo della Francia (tramite Électricité de France), 88,64%
- HMG Finance SA, 0,892%
- Electricité de Strasbourg SA Employees Stock Ownership Plan, 0,6572%
- Crédit Mutuel Asset Management SA, 0,272%
- Montaigne Capital SAS, 0,0927%
- Knoesel & Ronge Vermögensverwaltung GmbH & Co. KG, 0,0251%